# Metaltella simoni
Metaltella simoni är en spindelart som först beskrevs av Eugen von Keyserling 1878.  Metaltella simoni ingår i släktet Metaltella och familjen Amphinectidae. Inga underarter finns listade i Catalogue of Life.